# Redux (término literario)
Redux es un adjetivo pospositivo que significa "devuelto, restaurado" (del latín reducere, "traer de vuelta") utilizado en títulos de literatura, películas y videojuegos.
Las obras literarias que utilizan la palabra en el título incluyen Astraea Redux (1662) de John Dryden, "un poema sobre la feliz restauración y regreso de Su Sagrada Majestad"; Phineas Redux (1873) de Anthony Trollope, la secuela de Phineas Finn (1867); y Rabbit Redux (1971) de John Updike, la segunda de su secuencia de novelas sobre el personaje Rabbit Angstrom.
Rabbit Redux llevó a un retorno en la popularidad de la palabra redux y, en Rabbit at Rest (1990), Rabbit Angstrom nota "una historia... en el periódico de Sarasota hace una semana o así, titulado Circus Redux. Odia esa palabra, la ve por todas partes y no sabe cómo pronunciarla. Como arbitrajista y perestroika".
El término ha sido adoptado por cineastas para denotar una nueva interpretación de una obra existente mediante la restauración de material previamente eliminado. Esta tendencia comenzó con Apocalypse Now Redux, que Francis Ford Coppola lanzó en 2001, reeditando y extendiendo su película original de 1979.[cita requerida]
El término también ha sido utilizado por los productores de música para describir lo que a menudo se denomina remix o remasterización.